# Ågelsjön (naturreservat)

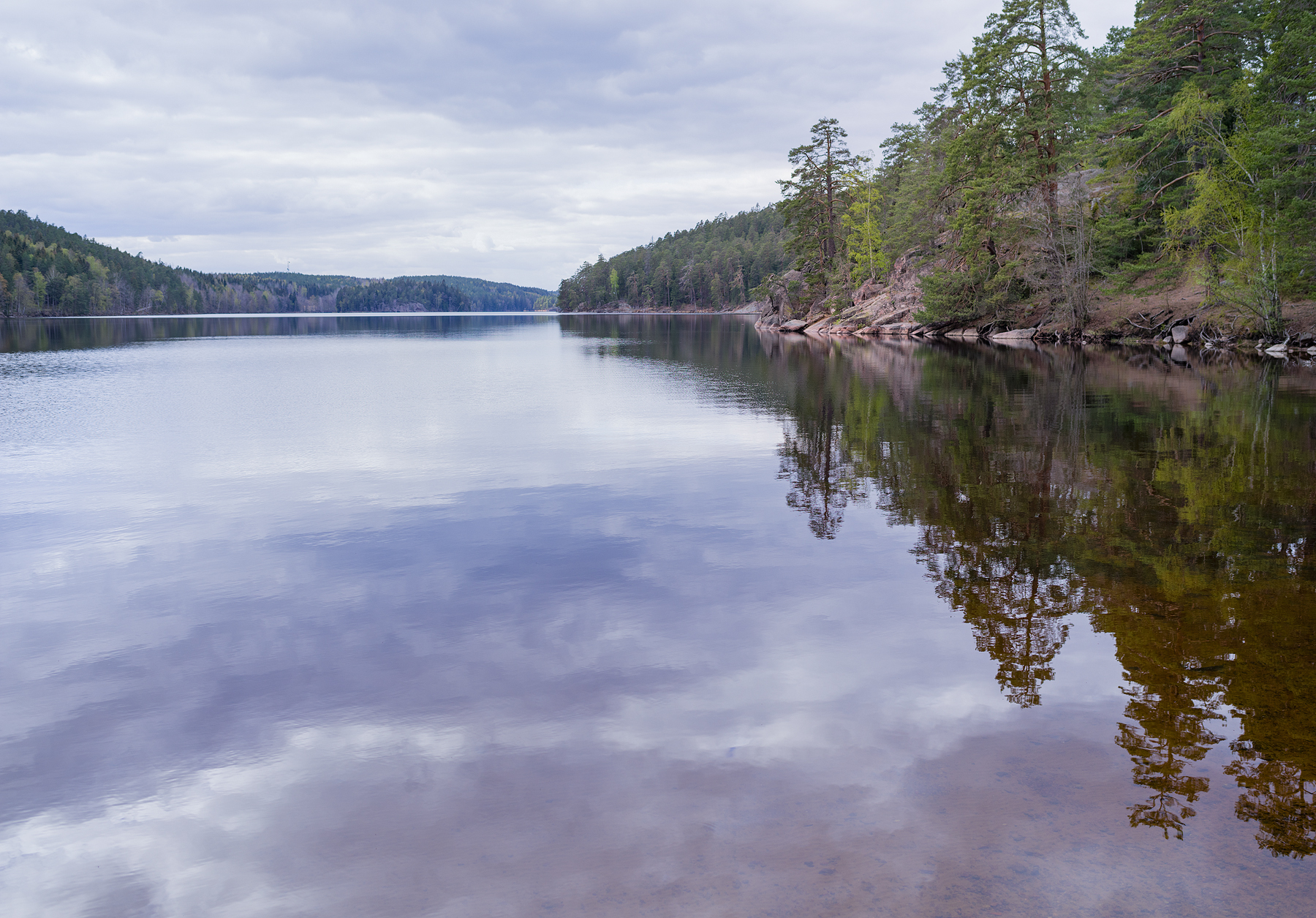
Ågelsjön mot väster, här ser man cirka tre kilometer

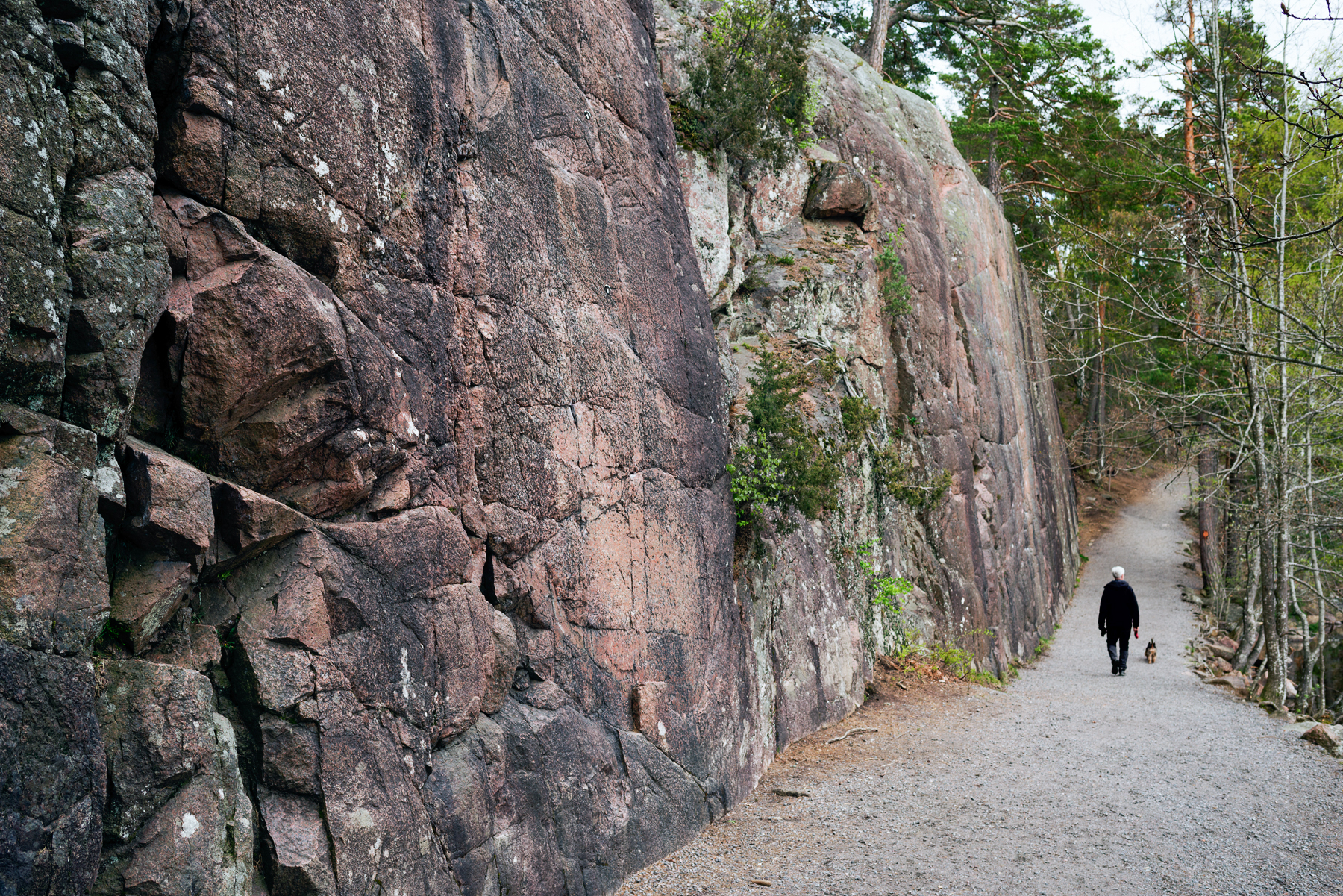
Klippbrant mot söder och den på detta avsnitt handikappanpassade gångvägen.

Ågelsjön är ett naturreservat samt Natura 2000-område beläget i Norrköpings kommun. Reservatet omfattar 347 ha, varav 212 ha består av land och 135 ha av vatten.
Området präglas av sin dramatiska natur med branta sydvända stränder.
Ågelsjön är en sprickdalssjö med lång omsättningstid (6,8 år) och relativt stort djup (35,3 m). Tillrinning sker främst via omgivande skogar, myrar och sjöar. Avrinningen sker i sjöns sydöstra ände via Hultån och sedan vidare ut i Pjältån.

## Bildande och överklagande
Reservatet kunde bildas genom ett utbyte av mark mellan Holmen Skog AB och Staten (Sveaskog).
Beslut om bildande av reservatet togs den 11 december 2015. Dock överklagades beslutet av Holmen, som fortfarande äger jakträtten, och ett jaktlag. Överklagan gick vidare till regeringen som 15 juni 2017 beslutade att avslå överklagandena.  

## Geologi
Ågelsjöområdet har skapats av att Bråvikenförkastningen i höjd med Åby delas upp i ett antal sprickdalar. Ågelsjöns dalgång, vilket är en förlängning av Hultdalen, är en av de mest framträdande av dessa sprickdalar.
Jakobsdalsberget, vars topp ligger strax utanför reservatet, är högst i kommunen med 171 meter över havet. Tillsammans med Godegårdshöjderna i Motala är det också den enda platsen i Östergötlands norra skogsbygd som når över högsta kustlinjen. I området kring 150 meter över havet finner man kalspolade bergsytor medan det på högre höjder finns morän som undgått svallning. Den högsta nivån som svallats av vågor finns vid 154 meter över havet.
Det finns många spår av istiden i området i form av slät-slipade hällar, tvärbranta uppspruckna bergssidor och is-slipade hällar.
Berggrunden består av granodiorit i väster och graversforsgranit i öster. Det förekommer också diabasgångar. På några ställen har diabasen eroderat bort och skapat tvärbranta gångar genom vilka man kan nå de högre delarna av bergen.
Hällmarker dominerar i området. De vanligaste jordarterna är morän, torv och svallsediment. Längs den norra branta sidan av Ågelsjön förekommer främst klippor och morän, det finns också några sandstränder. Längs sydvästra sidan av Ågelsjön är svallsediment vanligt förekommande, likaså vid utloppet i sydöstra änden.

## Flora och fauna
På den norra branta och kuperade sidan dominerar hällmarksskog av tall. Nedanför branterna växer näringsrik granskog och en kalkgynnad markflora, tack vare framträngande mineralrikt grundvatten. På sjöns södra sida växer främst granskog men det finns också partier av tallskog som är äldre än 200 år. Åt nordväst finns främst ek och lind.
Inom reservatet har man gjort en mängd fynd av signalarter och rödlistade arter (14 st). Bland de rödlistade återfinns bland annat Grön aspvedbock, Taggbock, Läderbagge och Grön sköldmossa.

## Forn- och kulturlämningar
Inom reservatet finns flera forn- och kulturlämningar. Angränsande till reservatet ligger dessutom Hults bruk. 
På Borgarebergets topp återfinns en fornborgen Borgareberget i relativt välbevarat skick. I området finns också två ristningar, en av dem föreställer en ryttare till häst och en drakfigur.
Vid arbetarbostäderna vid Hults bruk finns en stenåldersboplats där man hittat ca 150-200 stenyxor. Vid Hultåns övre lopp finns också några lämningar från smedjor som anlades från och med slutet av 1600-talet.

## Övrigt
- Markägare är Naturvårdsverket.
- Ansvarig förvaltare är länsstyrelsen i Östergötlands län.

## Bilder

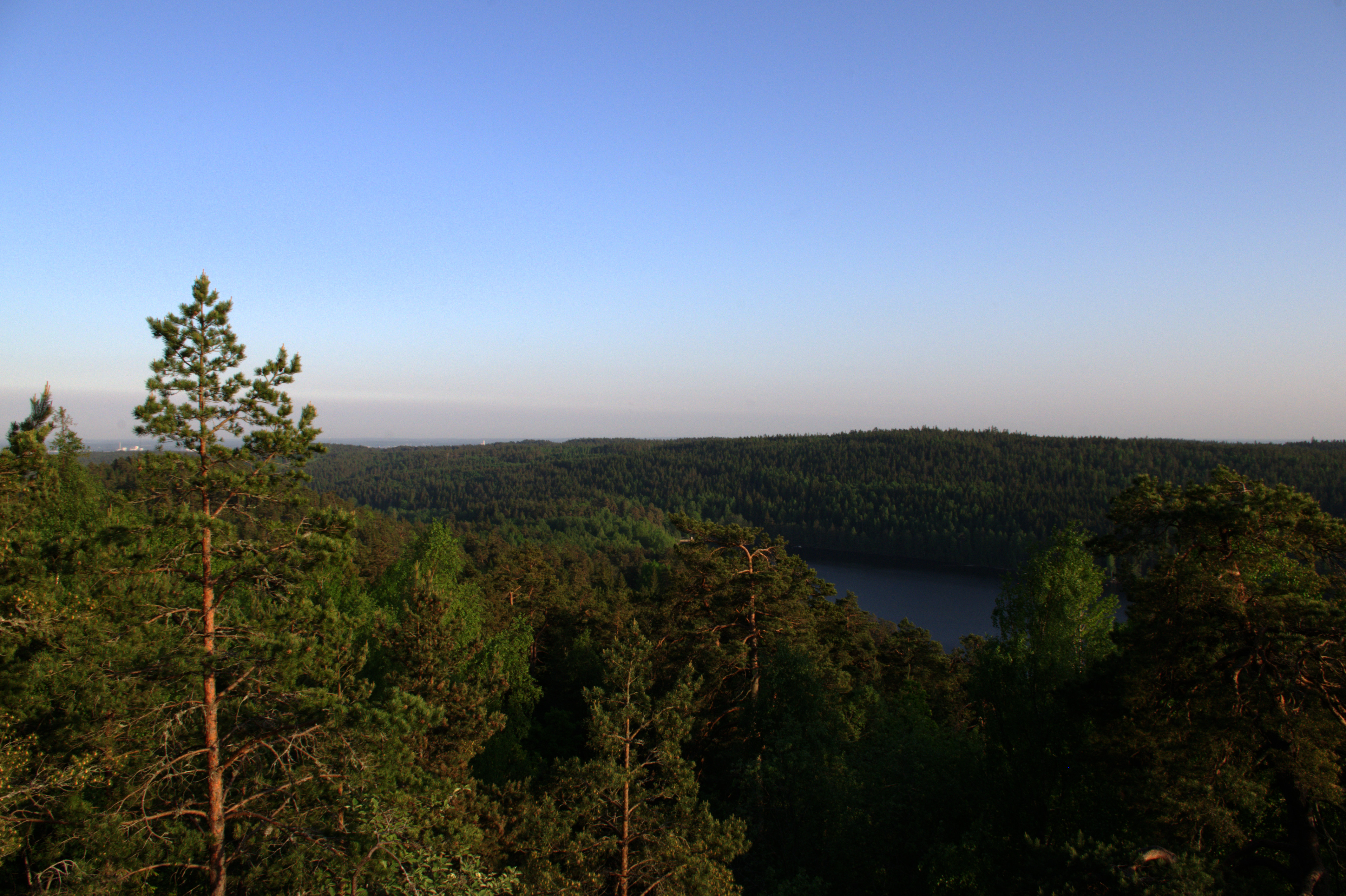
Vy från Jakobsdalsberget över södra delen av Ågelsjöområdet.
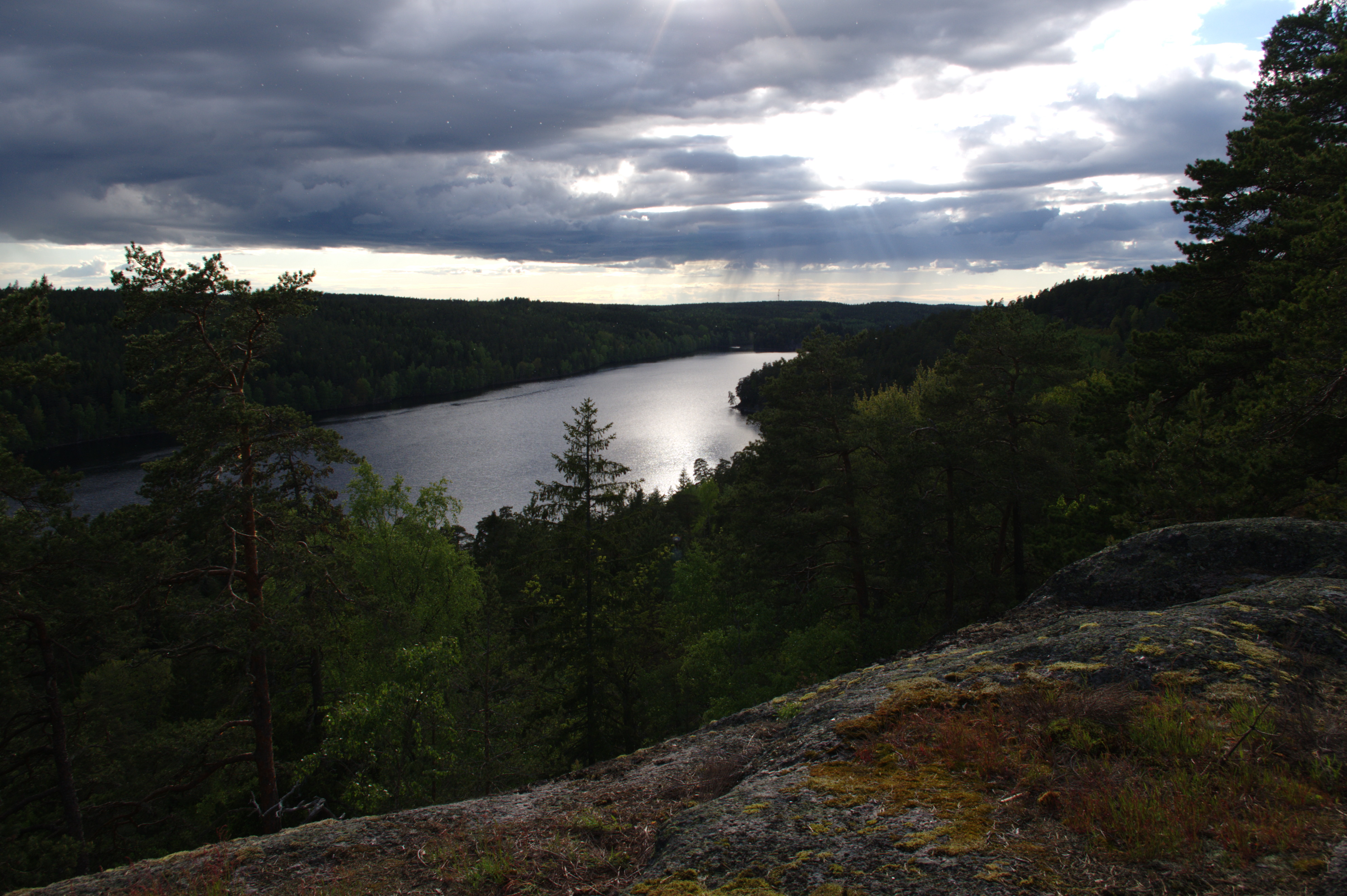
Vy över Ågelsjön från Borgareberget.